# Karl-Marx-Hof
Karl-Marx-Hof és un complex residencial de Viena. Es troba a Heiligenstadt, un barri del 19è districte de la ciutat i ocupa una àrea longitudinal d'aproximadament 1.100 x100 m, amb una superfície de més de 15 ha i prop de 1.400 habitatges.

## Història
Karl-Marx-Hof va ser construït al terreny que, fins al segle xii, havia estat sota les aigües del Danubi, en un lloc prou profund perquè els vaixells poguessin navegar-hi. El 1750 tot aquest espai era un estany d'aigua, aïllat del riu, i va ser drenat per ordre de l'emperador Josep II del Sacre Imperi Romanogermànic. En aquest indret es van disposar uns jardins que van ser eliminats per l'ajuntament de Viena governat pel Partit Socialdemòcrata d'Àustria, en el període conegut com la Viena Roja. L'objectiu va ser construir habitatges, fet que es va dur a terme amb l'erecció del Karl-Marx-Hof, que va ser finançat per un impost especial anomenat Breitner-Steuern (en referència al conseller de la República d'aquell temps).
Després de la Primera Guerra Mundial i la descomposició de l'Imperi Austrohongarès, la situació de la nova República d'Àustria era força complicada. El territori del país es va reduir en una cinquena part i va romandre dependent de les importacions de multitud de productes i matèries primeres i amb l'economia intervinguda per la comunitat internacional. La inflació sobrepassava el 100% anual a principis dels anys 1920, generant una nombrosa població de persones desocupades que s'amuntegaven a la capital on l'habitatge era un bé escàs i sovint de mala qualitat. A més, Viena va créixer dels 440.000 habitants abans de la urbanització de la Ringstraße, fins a 2,2 milions en acabar la guerra. La transformació urbana del segle xix promoguda per la burgesia es va centrar en la creació d'un nou centre urbà monumental estès sobre l'espai de la muralla medieval que contindria grans institucions de l'estat i actuaria com a frontissa entre el centre històric i els nous barris de la ciutat emergent.

## Característiques arquitectòniques

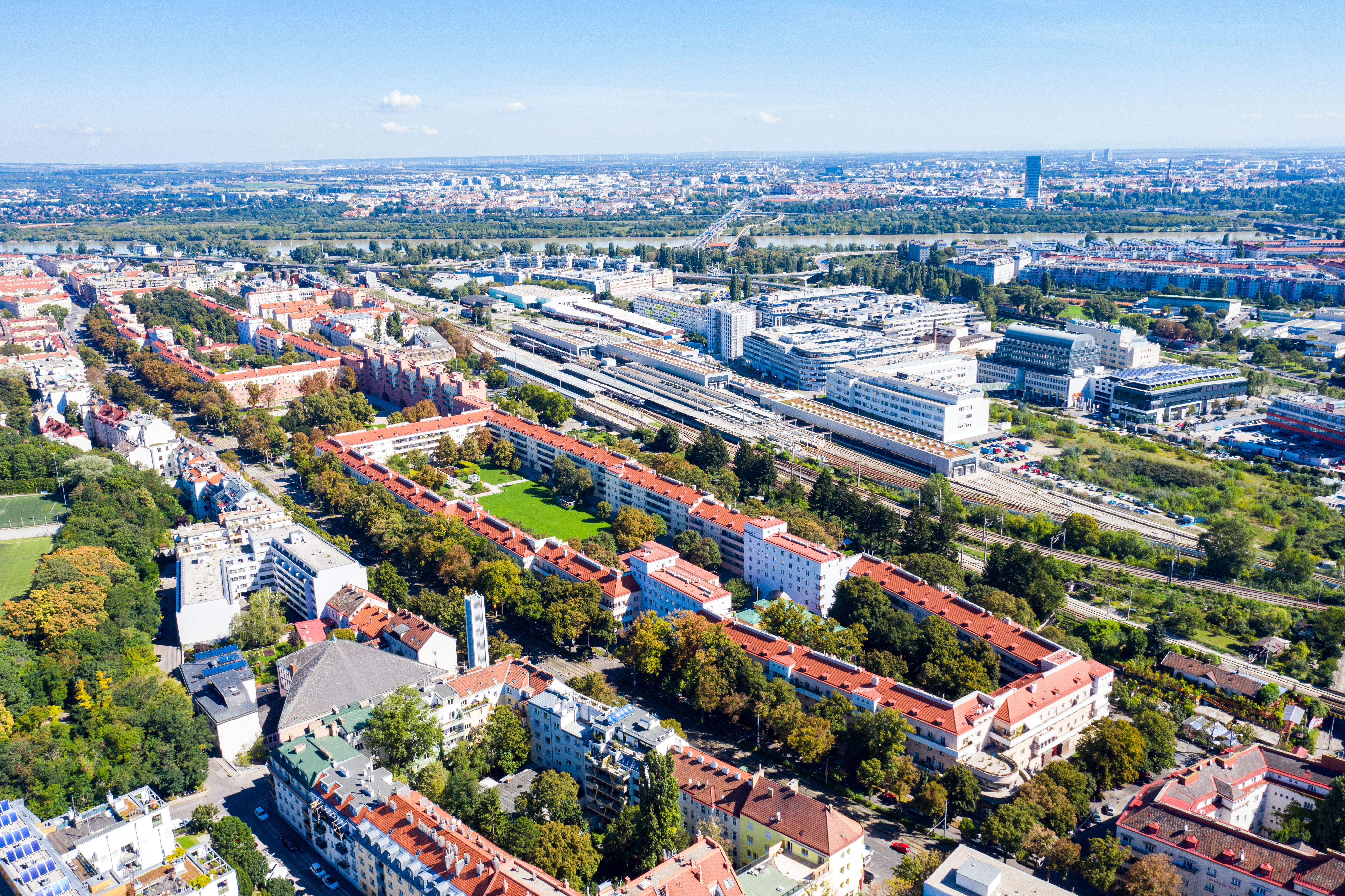
Vista aèria des del sud-oest

El Karl-Marx-Hof va ser construït entre 1927 i 1930 per l'urbanista racionalista Karl Ehn, un seguidor de les idees d'Otto Wagner. Ehn, que tenia experiència en promocions públiques d'habitatge social, va plantejar el projecte com l'oportunitat de dur a terme una innovació estructural, no tant en la forma, sinó com a procés, escala, organització i símbol.
L'àrea ocupada pel conjunt edificatori té forma allargada amb una longitud aproximada de 1.100 m i una amplada a la part central d'uns 100 m, ja que als extrems en disminueix l'amplada. L'eix major s'orienta 15° en direcció nord-sud.
Aquesta gran illa orientada cap a l'est presenta una façana contínua, on s'obren diverses arcades que donen accés a l'interior del conjunt o que el travessen, permetent el pas de vehicles. Tanmateix, cap a l'oest del conjunt s'interromp deixant una gran plaça, d'uns 10.000 m², al cantó oriental de la qual s'aixeca l'edifici més alt del complex (18 m), que delimita el centre del conjunt enllaçat amb una estació ferroviària.
Al nord i al sud d'aquesta plaça es disposen patis grans, ja que només el 18.5% dels 156.000 m² de l'àrea estan ocupats per l'edificació. En aquests dos grans patis es disposen àrees de joc infantil i jardins, així com els principals equipaments: dues bugaderies, dues piscines cobertes, dues escoles bressol, consultori mèdic, biblioteca, centre social, farmàcia, oficina postal i 25 comerços.
El conjunt presenta un notable caràcter monumental, no només per les dimensions i la sobrietat dels volums que presenta, sinó també pel rigor amb què s'articulen, tot això compatible amb el disseny acurat dels elements arquitectònics que decoren el conjunt. El Karl-Marx-Hof és un dels edificis residencials més grans del món, va ser dissenyat per a una població d'aproximadament 5.000 persones, i inclou 1.382 apartaments amb unes dimensions de 30-60 m² cadascun.
Karl-Marx-Hof va exercir un rol destacat en la «revolta de febrer» contra l'austrofeixisme durant la denominada Guerra Civil austríaca de 1934. Els insurgents compromesos amb la revolució es van refugiar dins de l'edifici i només es van redir després que l'exèrcit austríac, la policia, el Front Patriòtic paramilitar i el Heimwehr van bombardejar-lo amb artilleria, malgrat que les persones que hi vivien, sobretot famílies treballadores, estaven desarmades. Durant l'Anschluss, Karl-Marx-Hof va ser rebatejat com a Heiligenstädter Hof, però el 1945, després de la Segona Guerra Mundial, va recuperar el seu nom original.

## Simbologia
Karl-Marx-Hof destaca el canvi radical d'enfocament: on fins llavors l'ús d'una idea de monumentalitat en arquitectura s'aplicava a aquells espais i edificis representatius del poder estatal, religiós o burgès, en el cas de Karl Marx-Hof s'aplica a la construcció d'habitatges populars i a l'espai circumdant que els carrega de significat. La construcció d'elements decoratius no tenen com a objectiu remarcar les glòries militars o religioses del poder d'estat, sinó generar uns vincles socials mitjançant la generació d'ocupació artesanal en un sector devastat per la guerra i la crisi posterior pel desmembrament de l'Imperi Austrohongarès. La materialització en els detalls i l'ús de materials presenten una certa continuïtat amb les Escola de Viena i, sobretot, la modernitat de figures com Otto Wagner i Joze Plecnik  L'habitatge i l'espai públic són el monument del proletariat: els elements que han de generar l'estructura de la nova ciutat que allotgi la vida en comunitat d'un poble en pau i en convivència harmoniosa.
El 1950 van ser reparats els danys que havia patit Karl-Marx-Hof durant els bombardejos del 1934. L'edifici va ser reformat entre 1989 i 1992. A l'antiga bugaderia s'ha ubicat el museu Das Rote Wien Waschsalon, on es representa l'habitatge comunal de l'època. El conjunt d'edificacions s'ha utilitzat per a rodar algunes pel·lícules, entre les quals destaca Il portiere di notte, on viu Max, l'exoficial de les SS.

## Galeria
- Façana sobre la plaça central
- Detall d'un portal
- Façana a un dels patis
- Arcada amb accés per a vehicles